# Lijst van nummer 1-hits in de Belgische iTunes Top 30/Top 40 in 2013
Deze hits stonden in 2013 op nummer 1 in de Belgische iTunes Top 30, vanaf 8 september 2013 werd de hitlijst met 10 platen uitgebreid tot de iTunes Top 40:
| Nummer | Datum        | Artiest                                                                              | Titel                         |
| ------ | ------------ | ------------------------------------------------------------------------------------ | ----------------------------- |
| 33     | 6 januari    | will.i.am & Britney Spears                                                           | Scream & shout                |
|        | 13 januari   | will.i.am & Britney Spears                                                           | Scream & shout                |
|        | 20 januari   | will.i.am & Britney Spears                                                           | Scream & shout                |
|        | 27 januari   | will.i.am & Britney Spears                                                           | Scream & shout                |
| 34     | 3 februari   | Milk Inc.                                                                            | Last night a dj saved my life |
| 35     | 10 februari  | Macklemore, Ryan Lewis & Wanz                                                        | Thrift shop                   |
|        | 17 februari  | Macklemore, Ryan Lewis & Wanz                                                        | Thrift shop                   |
|        | 24 februari  | Macklemore, Ryan Lewis & Wanz                                                        | Thrift shop                   |
|        | 3 maart      | Macklemore, Ryan Lewis & Wanz                                                        | Thrift shop                   |
|        | 10 maart     | Macklemore, Ryan Lewis & Wanz                                                        | Thrift shop                   |
|        | 17 maart     | Macklemore, Ryan Lewis & Wanz                                                        | Thrift shop                   |
| 36     | 24 maart     | Rihanna & Mikky Ekko                                                                 | Stay                          |
| 37     | 31 maart     | Tom Odell                                                                            | Another love                  |
| 35     | 7 april      | Macklemore, Ryan Lewis & Wanz                                                        | Thrift shop                   |
|        | 14 april     | Macklemore, Ryan Lewis & Wanz                                                        | Thrift shop                   |
| 38     | 21 april     | Daft Punk & Pharrell Williams                                                        | Get lucky                     |
|        | 28 april     | Daft Punk & Pharrell Williams                                                        | Get lucky                     |
|        | 5 mei        | Daft Punk & Pharrell Williams                                                        | Get lucky                     |
|        | 12 mei       | Daft Punk & Pharrell Williams                                                        | Get lucky                     |
| 39     | 19 mei       | Robin Thicke, T.I. & Pharrell                                                        | Blurred lines                 |
|        | 26 mei       | Robin Thicke, T.I. & Pharrell                                                        | Blurred lines                 |
| 40     | 2 juni       | Maaike Ouboter                                                                       | Dat ik je mis                 |
| 41     | 9 juni       | Stromae                                                                              | Formidable                    |
|        | 16 juni      | Stromae                                                                              | Formidable                    |
|        | 23 juni      | Stromae                                                                              | Formidable                    |
|        | 30 juni      | Stromae                                                                              | Formidable                    |
|        | 7 juli       | Stromae                                                                              | Formidable                    |
| 42     | 14 juli      | Avicii                                                                               | Wake me up                    |
|        | 21 juli      | Avicii                                                                               | Wake me up                    |
|        | 28 juli      | Avicii                                                                               | Wake me up                    |
|        | 4 augustus   | Avicii                                                                               | Wake me up                    |
|        | 11 augustus  | Avicii                                                                               | Wake me up                    |
|        | 18 augustus  | Avicii                                                                               | Wake me up                    |
|        | 25 augustus  | Avicii                                                                               | Wake me up                    |
|        | 1 september  | Avicii                                                                               | Wake me up                    |
|        | 8 september  | Avicii                                                                               | Wake me up                    |
|        | 15 september | Avicii                                                                               | Wake me up                    |
| 43     | 22 september | Jason Derulo & 2 Chainz                                                              | Talk dirty                    |
|        | 29 september | Jason Derulo & 2 Chainz                                                              | Talk dirty                    |
| 44     | 6 oktober    | diMaro & Ahzee                                                                       | Drums                         |
|        | 13 oktober   | diMaro & Ahzee                                                                       | Drums                         |
|        | 20 oktober   | diMaro & Ahzee                                                                       | Drums                         |
| 45     | 27 oktober   | DVBBS & Borgeous                                                                     | Tsunami                       |
|        | 3 november   | DVBBS & Borgeous                                                                     | Tsunami                       |
|        | 10 november  | DVBBS & Borgeous                                                                     | Tsunami                       |
| 46     | 17 november  | Lorde                                                                                | Royals                        |
| 47     | 24 november  | One Direction                                                                        | Strong                        |
| 48     | 1 december   | Stromae                                                                              | Tous les mêmes                |
| 49     | 8 december   | Marco Borsato, Jada Borsato, Willem Frederiks, Lange Frans, Day Ewbank & John Ewbank | Samen voor altijd             |
|        | 15 december  | Marco Borsato, Jada Borsato, Willem Frederiks, Lange Frans, Day Ewbank & John Ewbank | Samen voor altijd             |
| 50     | 22 december  | Bert Verbeke                                                                         | Keep you warm                 |
| 51     | 29 december  | Pharrell Williams                                                                    | Happy                         |

2010 ·
2011 ·
2012 ·
2013 ·
2014 ·
2015